# Крик, Одайл
Одайл Крик (англ. Odile Crick; 11 августа 1920 — 5 июля 2007) — британская художница, прославившаяся как человек, который зарисовал двойную спираль структуры ДНК, открытой её мужем Фрэнсисом Криком и его коллегой Джеймсом Уотсоном в 1953 году.

## Биография
Родилась в местечке Кингс-Линн в Норфолке. Мать — француженка Мари-Терез Жозефин Егер (фр. Marie-Therese Josephine Jaeger), отец — англичанин Альфред Валентайн Спид (англ. Alfred Valentine Speed), ювелир. Одайл училась в художественной школе в Вене до 1938 года, когда случился аншлюс. В годы Второй мировой войны она сначала служила в Женской вспомогательной службе ВМС Великобритании, будучи водителем грузовика, но благодаря знаниям немецкого языка устроилась дешифровщицей и переводчицей в Британское Адмиралтейство, где в 1945 году познакомилась с Фрэнсисом Криком.
После войны она окончила Центральный колледж искусства и дизайна имени Святого Мартина в Лондоне. В 1949 году вышла замуж за Крика и переехала в Кембридж. До рождения своих дочерей Габриэль и Жаклин преподавала в Английском университете Раскина. В 1953 году по просьбе своего мужа и его коллеги Джеймса Уотсона, которые сумели открыть структуру ДНК зарисовала иллюстрацию к статье о ДНК, опубликованной в журнале «Nature». Изображение авторства Одайл Крик попало во многие учебники по биологии и научные статьи, став символом молекулярной биологии. Сотрудник Института биологических исследований Солка Теренс Сейновски назвал рисунок Одайл самым известным научным изображением XX века, которое определило всю современную биологию.
Изначально Одайл не знала о важности открытия мужа и в своих мемуарах «Что за безумная погоня» (англ. What Mad Pursuit) описала, как говорила мужу: «Ты всегда приходил домой и говорил что-то подобное, и я действительно об этом не задумывалась» (англ. You were always coming home and saying things like that, so naturally I thought nothing of it). Позже она организовала несколько выставок картин в стиле ню, для которых позировали секретарши её мужа и домохозяйки, присматривавшие за детьми Одайл и Фрэнсиса. В 1960-е годы Крики стали организовывать в Кембридже или в домике недалеко от Хэверхилла встречи и вечеринки, на одной из которых модель специально позировала на диване и предлагала гостям зарисовать её.
С 1970-х годов Крики проживали в Калифорнии, куда переехал Фрэнсис как сотрудник Института Солка. Одайл пережила своего мужа ненадолго, скончавшись в 2007 году в Ла-Холье от рака. 12 октября 2007 года в Институте Солка прошла выставка памяти Одайл Крик. Художницу пережили брат Филипп, дочери Габриэль и Жаклин (1954—2011), два внука и пасынок Майкл.